# Clip de rechargement (arme)

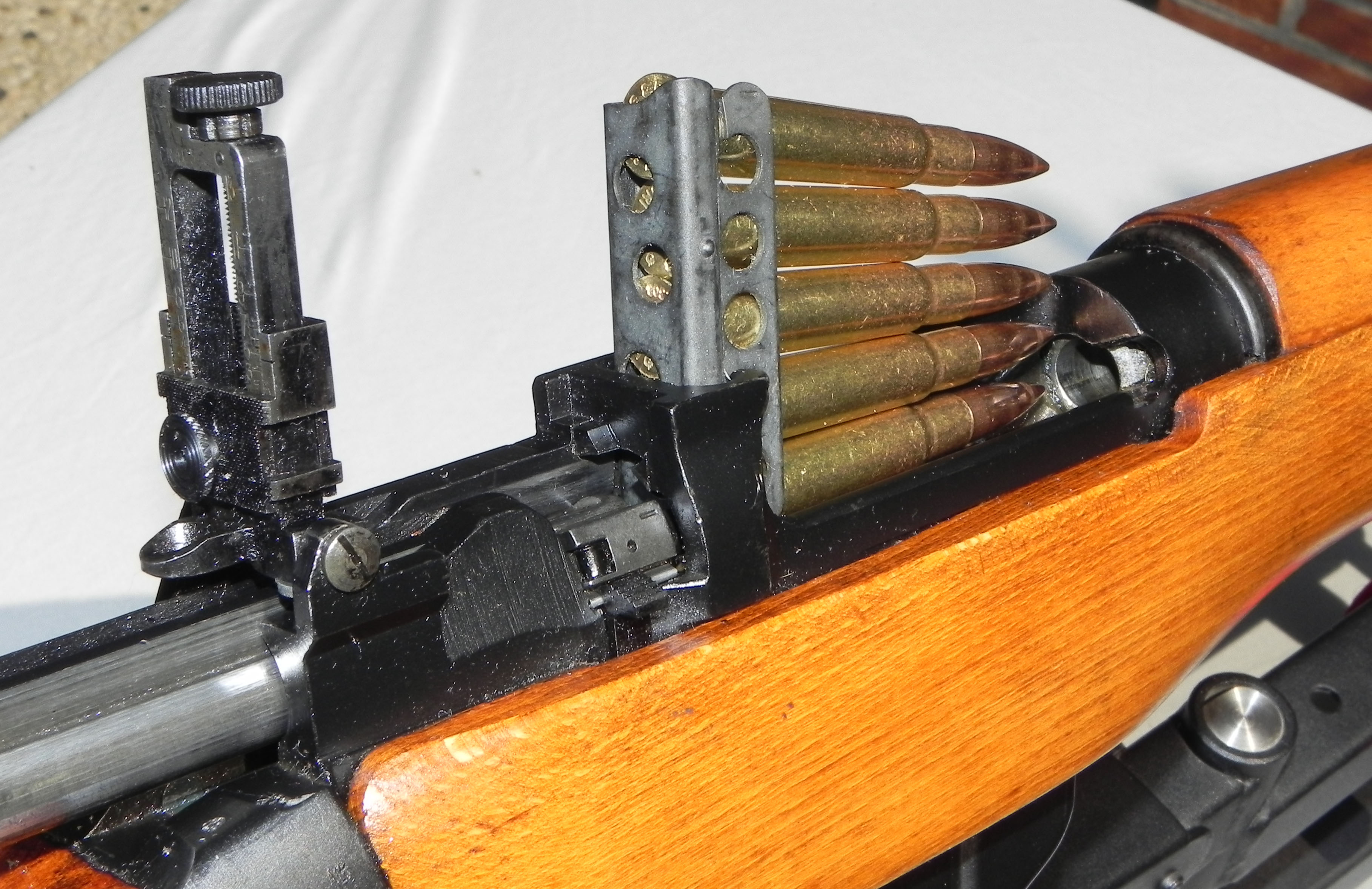
Chargement du clip pour un fusil britannique Lee – Enfield n ° 4 Mk 2 .303

Un clip de rechargement (également connu sous le nom de chargette ou clip de chargeur, en particulier dans le vocabulaire militaire britannique et du Commonwealth) est un outil de  charge rapide qui contient plusieurs cartouches (généralement entre 5 et 10) ensemble, dans une seule unité pour un chargement plus facile et plus rapide qu'un rechargement cartouche par cartouche pour un chargeur d'arme à feu.
Les clips étaient à l'origine utilisés dans les fusils à verrou d'infanterie, tels que le  Mosin – Nagant russe, Lee – Enfield britannique ou le Gewehr 98 et sa variante le Karabiner 98k, le M1903 Springfield américain et le M1917, le K31 Suisse  et bien d'autres. Des clips ont également été utilisés dans les nouveaux fusils semi-automatiques avec des chargeurs internes, tels que le SKS soviétique ou le fusil égyptien Hakim.

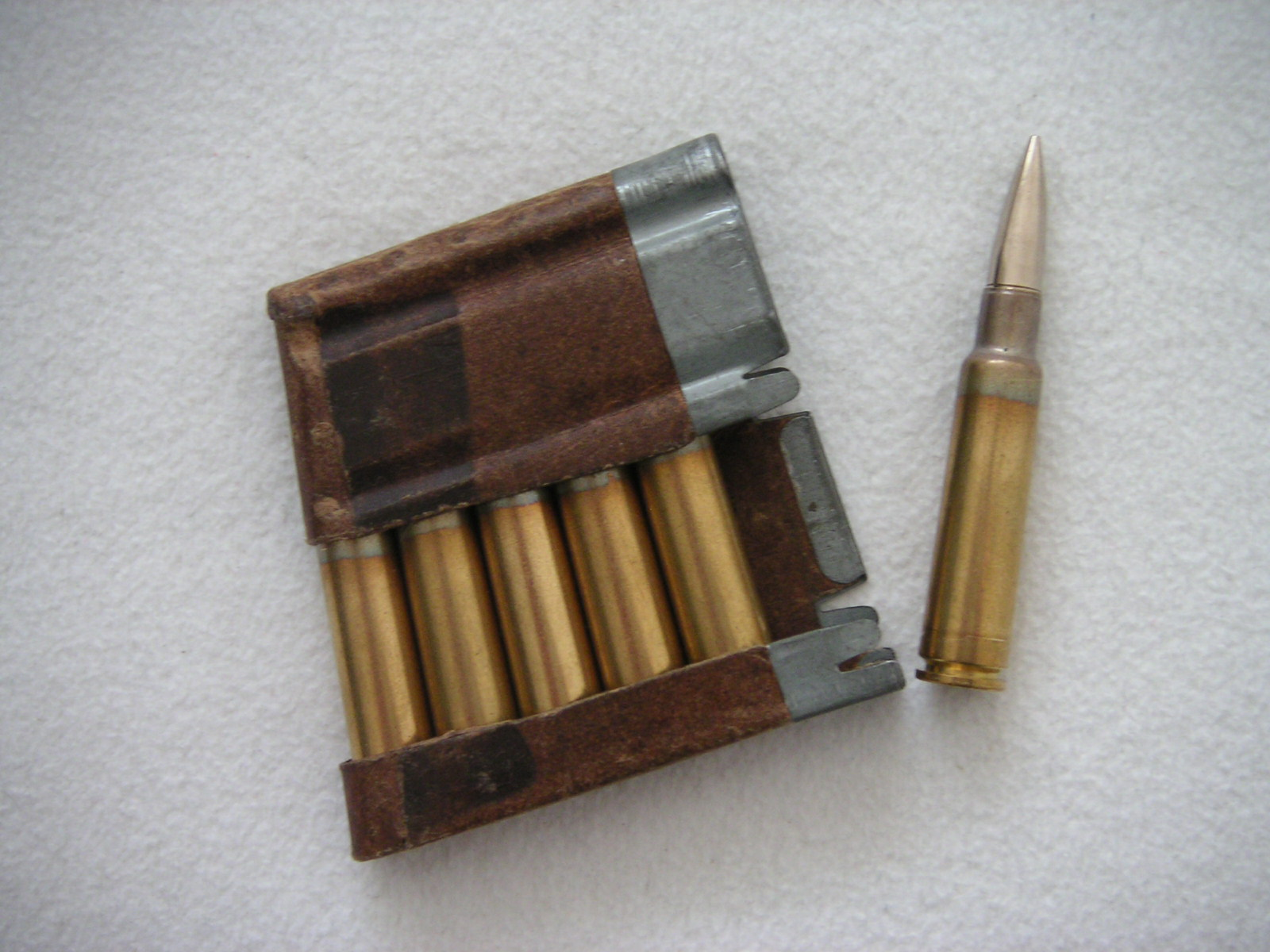
Clip de rechargement pour des cartouches 7,5 × 55 mm GP11.

Les clips diffèrent des clips en bloc des systèmes de magasin Mannlicher car ils ne sont pas conçus pour être insérés dans l'arme elle-même, mais uniquement pour garnir le magasin plus simplement. Une fois le chargeur chargé, le clip est retiré et mis de côté pour le rechargement, ou simplement jeté pendant le combat car ces clips sont très peu couteux en temps de guerre.
Généralement, une arme qui peut utiliser un clip pour le chargement peut également être chargée cartouche par cartouche, tandis qu'une arme conçue pour un clip en bloc de magasin Mannlicher ne peut pas être utilisée sans le clip, même si certaines armes comme le Gewerh 88 recevront durant leur utilisation des modifications pour pouvoir être utilisées sans clip (exemplaire frappé d'un S sur le tonner)
Actuellement, ils sont utilisés pour garnir les chargeur amovibles pour les fusils semi-automatiques et automatiques. Un "chargeur de chargeur" (Magazine loader en anglais) est placé sur les lèvre du boitier chargeur, le clip est placé à l'intérieur du chargeur, puis les cartouches sont poussées dans le chargeur.
Aussi, dans certain pays ou états, où la législation impose des chargeur fixe sur des plateforme habituellement dotée de chargeur amovible, on vois revivre le concept de lame chargeur sous une forme plus moderne , en polymère. On peut citer l'exemple du MA Loader pour plateforme type AR-15, créé à la suite d'un changement de législation dans l'État de Californie, aux États-Unis.

## Utilisation
Après l'ouverture de la culasse et la mise en place du clip de  (généralement en le plaçant dans une fente sur le boitier ou la culasse ), l'utilisateur appuie sur les cartouches par le haut, les faisant glisser dans le magasin et les enlevant du clip. Sur certaines armes utilisant ce principe, le fait de ramener la culasse en avant fait sauter les clips et la culasse peut se refermer normalement. Dans d'autres cas, comme celui de l'atypique C96 il est impératif d'enlever le clip manuellement pour permettre à la culasse de repartir en avant.

## Histoire

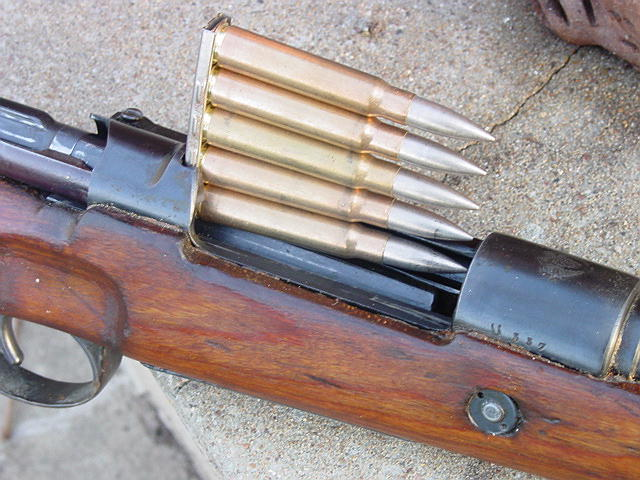
Chargement du clip pour un fusil Mauser Karabiner 98k de 7,92 × 57 mm

Les clips chargeurs ont été utilisés depuis 1889 (sous la forme du modèle Mauser 1889 ), tandis que les clips Mannlicher sont utilisés depuis le milieu et la fin des années 1880. Les clips sont destinés uniquement à charger des munitions dans le chargeur, tandis que les clips en bloc, tels qu'utilisés dans le M1 Garand ainsi que dans le Carcano italien, sont conçus pour être insérés dans le chargeur lui-même, faisant pleinement partie du chargeur de travail chargé.
Le fusil à trois lignes M1891 (le premier " Mosin-Nagant ") utilisait des clips; cependant, le concept a été amélioré plus tard et progressivement affiné par Mauser. Les clips Mauser sont intrinsèquement plus lisses et sont éjectés automatiquement lors de la fermeture de culasse, tandis que les clips Mosin-Nagant nécessitent une technique spéciale pour obtenir la même efficacité et doivent être retirés manuellement avant que la culasse puisse être fermée. Pourtant, les deux sont plus rapides que le rechargement avec des cartouches uniques. De plus, une fois que des coups, mais pas tous, ont été tirés, les arme avec les clips en bloc sont, en règle générale, difficiles ou impossibles à recharger à leur capacité maximale avec des cartouches supplémentaires, ce qui est généralement facile avec les armes à chargement par clips.
Même si l'on rencontre ce système principalement sur des armes longues, de nombreux  pistolets semi-automatiques, au début du XXe siècle, utilisaient également des clips de décapage pour recharger, notamment le Mannlicher M1894, le Roth – Steyr M1907 et le Mauser C96.

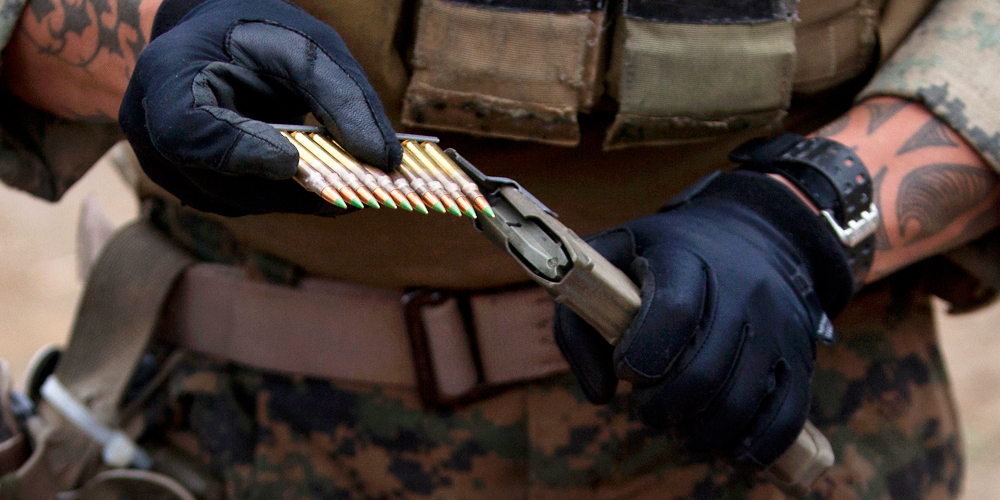
Chargement moderne du chargeur amovible avec un clip

Dans l'utilisation moderne, les chargette sont utilisées pour garnir les chargeurs amovibles pour les fusils semi-automatiques et automatiques plus rapidement.
A la surprise de tous, début 2025, lors du Shot show 2025, la firme Kel Tec dévoile un nouveau model de pistolet, Le PR57. Celui ci, chambre la munition de 5.7x28 et , contrairement à tout les pistolet moderne du marché à cette instant, il est totalement dépourvue de chargeur amovible. Il doit être approvisionné avec une lame chargeur , par le dessus de la carcasse , à la manière des quelques modèles cités précédemment.